# Орлово (Гусь-Хрустальный район)
Орлово — деревня в Гусь-Хрустальном районе Владимирской области России, входит в состав Демидовского сельского поселения.

## География
Деревня расположена в 11 км на север от центра поселения деревни Демидово и в 37 км на юго-запад от Гусь-Хрустального. На севере от деревни протекает Паткина речка, на юге река Караслица и болото Орловское.

## История
В конце XIX — начале XX века деревня входила в состав Ягодинской волости Судогодского уезда. В 1859 году в деревне числилось 45 дворов, в 1905 году — 75 дворов, в 1926 году — 82 дворов. 
С 1929 года деревня являлась центром Орловского сельсовета Гусь-Хрустального района, с 1935 года — в составе Ильичевского сельсовета Курловского района, с 2005 года — в составе Муниципального образования «Посёлок Мезиновский».

## Население
| 1859 | 1905 | 1926 |
| ---- | ---- | ---- |
| 269  | 383  | 390  |

| 1859 | 1905 | 1926 | 2002 | 2010 | 2021 |
| ---- | ---- | ---- | ---- | ---- | ---- |
| 269  | ↗383 | ↗390 | ↘19  | ↘8   | ↗9   |

## Инфраструктура
Основа экономики — личное подсобное хозяйство. 
Почтовое отделение №601523, расположенное в деревне Мокрое, на октябрь 2022 года обслуживает в деревне 58 домов.

## Транспорт
Орлово расположено в 30 км от автодороги федерального значения Р132 «Золотое кольцо». До деревни проходит автодорога 17Н-238 Спудни — Ильичево. В самой деревне грунтовая дорога.
Ближайшая остановка общественного транспорта находится в деревне Мокрое. Обслуживается автобусным маршрутом №111 Гусь-Хрустальный — Старково (заезд в Мокрое).
В 3,8 км от деревни находится железнодорожная станция Ильичево.